# علی‌اکبر صنعتی‌زاده

تابلو نقاشی حاج علی اکبر صنعتی زاده اثر استاد علی اکبر صنعتی که در موزه صنعتی کرمان نگهداری می‌شود

حاج علی اکبر صنعتی زاده بنیان‌گذار پرورشگاه صنعتی کرمان و از مردان خیر کرمان است. نام وی اغلب با جای نام استاد علی اکبر صنعتی نقاش و مجسمه ساز مشهور کرمانی به اشتباه گرفته می‌شود.
در شرح حال استاد هنرمند علی اکبر صنعتی می‌بینیم که وی در پرورشگاهی بزرگ شده‌است که به دست حاج علی اکبر صنعتی زاده بنیان گذاشته شده و علت انتخاب نام علی اکبر و نام خانوادگی صنعتی برای استاد هنرمند نشانگر رابطه نزدیک و پدر و فرزندی بین این هنرمند و بنیان‌گذار پرورشگاه است. در حقیقت هر جا که نامی از استاد هنرمند برده می‌شود اشاره‌ای به حاج علی اکبر صنعتی زاده هم می‌شود. هر چند از استاد هنرمند در دائرةالمعارف‌ها زیاد نام برده شده اما از بنیان‌گذار پرورشگاه صنعتی کرمان کمتر یاد شده‌است. حاج علی اکبر صنعتی زاده ساختمانی را در شهر کرمان به پرورشگاه اختصاص داده‌است که اکنون به موزه صنعتی کرمان تبدیل شده‌است.
در مورد احداث پرورشگاه صنعتی کرمان گفته می‌شود که در سال ۱۲۹۶ خورشیدی، حاج علی اکبر صنعتی زاده پرورشگاهی را برای نگهداری کودکان بی سرپرست کرمان بنیان نهاد. زمین این پرورشگاه ۵ سال قبل از آن با وجوه دریافتی از صندوق استانداری کرمان خریداری شده بود. یکی از کودکانی که در این پرورشگاه رشد یافت و مدارج ترقی در زمینه هنر را طی کرد مرحوم سیدعلی اکبر صنعتی کرمانی هنرمند نقاش و مجسمه ساز معاصر است. در سال ۱۳۴۱ نیز کتابخانه ای در این مجموعه آغاز به فعالیت کرد. سال ۱۳۵۶ موزه هنرهای معاصر کرمان (موزه صنعتی) با همکاری بنیاد فرهنگ ایران و خانواده مرحوم صنعتی زاده در محل این پرورشگاه گشایش یافت.